# Dick Maas
Pour les articles homonymes, voir Maas.
Dick Maas est un réalisateur, scénariste, producteur et compositeur néerlandais, né le 15 avril 1951 à Heemstede (Hollande-Septentrionale).

## Biographie

### Jeunesse et formation
Dirk Herman Willem Maas naît le 15 avril 1951 à Heemstede, en Hollande-Septentrionale. Sa mère, Inge Beekman  (1924–2009), est actrice néerlandaise.
En 1973, il fréquente Vrije Academie voor Beeldende Kunsten (en) à La Haye, d'où il sortira diplômé quatre ans plus tard.

### Carrière
Dick Maas présente, en 1983, son premier long métrage L'Ascenseur (De lift) et récolte le prix du meilleur réalisateur au Festival du film d’Utrecht.
En 1988, il sort son film Amsterdamned.

### Vie privée
Dick Maas est marié avec la réalisatrice Esmé Lammers.

## Filmographie partielle

### Réalisateur

#### Longs métrages
- 1983 : L'Ascenseur (De lift)
- 1986 : Les Gravos (Flodder)
- 1988 : Amsterdamned
- 1999 : Issue de secours (Do Not Disturb)
- 2001 : L'Ascenseur : Niveau 2 (Down)
- 2010 : Saint (Sint)
- 2016 : Prédateur (Prooi)

#### Courts métrages
- 1975 : Historia morbi
- 1977 : Adelbert
- 1977 : Picknick
- 1981 : Rigor mortis (Flodder)

#### Série télévisée
- 1993 : Les Aventures du jeune Indiana Jones (The Young Indiana Jones Chronicles) (saison 2, épisode 22 : Transylvanie, janvier 1918 (Transylvania, January 1918)

### Scénariste

#### Longs métrages
- 1983 : L'Ascenseur (De lift) de lui-même
- 1986 : Les Gravos (Flodder) de lui-même
- 1988 : Amsterdamned de lui-même
- 1999 : Issue de secours (Do Not Disturb) de lui-même
- 2001 : L'Ascenseur : Niveau 2 (Down) de lui-même
- 2010 : Saint (Sint) de lui-même
- 2016 : Prédateur (Prooi) de lui-même

#### Courts métrages
- 1975 : Historia morbi de lui-même
- 1977 : Norma de Martin Lagestee
- 1977 : Adelbert de lui-même
- 1977 : Picknick de lui-même
- 1981 : Rigor mortis de lui-même

### Producteur

#### Longs métrages
- 1986 : Les Gravos (Flodder) de lui-même
- 1986 : Abel d'Alex van Warmerdam
- 1988 : Amsterdamned de lui-même
- 1990 : Les Ailes de la renommée (Wings of Fame) d'Otakar Votocek
- 1992 : Les Habitants (De noorderlingen) d'Alex van Warmerdam
- 1995 : Lang leve de koningin d'Esmé Lammers
- 1999 : Issue de secours (Do Not Disturb) de lui-même
- 2001 : L'Ascenseur : Niveau 2 (Down) de lui-même
- 2002 : Tom et Thomas (Tom en Thomas) d'Esmé Lammers
- 2010 : Saint (Sint) de lui-même
- 2016 : Prédateur (Prooi) de lui-même

### Compositeur

#### Longs métrages
- 1983 : L'Ascenseur (De lift) de lui-même
- 1986 : Les Gravos (Flodder) de lui-même
- 1988 : Amsterdamned de lui-même
- 1999 : Issue de secours (Do Not Disturb) de lui-même
- 2010 : Saint (Sint) de lui-même
- 2016 : Prédateur (Prooi) de lui-même